# Puchar Interkontynentalny w Lekkoatletyce 2018 – skok o tyczce mężczyzn
Skok o tyczce mężczyzn – jedna z konkurencji technicznych rozgrywana w ramach lekkoatletycznyego pucharu interkontynentalnego na Stadionie miejskim w Ostrawie-Witkowicach.

## Terminarz
Źródło: worldathletics.org.
| Data       | Godzina |
| ---------- | ------- |
| 9 września | 15:32   |

## Rekordy
Tabela prezentuje rekord świata, rekord pucharu interkontynentalnego, rekordy kontynentów oraz najlepszy wynik na listach światowych w sezonie 2018 przed rozpoczęciem mistrzostw.
|                                     | Zawodnik          | Wynik | Miejsce        | Data                  |
| ----------------------------------- | ----------------- | ----- | -------------- | --------------------- |
| Rekord świata                       | Renaud Lavillenie | 6,16  | Donieck        | 15 lutego 2014(dts)   |
| Listy światowe                      | Armand Duplantis  | 6,05  | Berlin         | 12 sierpnia 2018(dts) |
| Rekord pucharu interkontynentalnego | Steve Hooker      | 5,95  | Split          | 5 września 2010(dts)  |
| Rekord Afryki                       | Okkert Brits      | 6,03  | Kolonia        | 18 sierpnia 1995(dts) |
| Rekord Azji                         | Igor Potapowicz   | 5,92  | Dijon          | 13 czerwca 1992(dts)  |
| Rekord Ameryki Północnej            | Brad Walker       | 6,04  | Eugene         | 8 czerwca 2008(dts)   |
| Rekord Ameryki Południowej          | Thiago Braz       | 6,03  | Rio de Janeiro | 15 sierpnia 2016(dts) |
| Rekord Europy                       | Renaud Lavillenie | 6,16  | Donieck        | 15 lutego 2014(dts)   |
| Rekord Australii i Oceanii          | Dmitri Markov     | 6,05  | Edmonton       | 9 sierpnia 2001(dts)  |

## Rezultaty
Źródło: worldathletics.org.
| Pozycja | Zawodnik              | Drużyna       | 4,70 | 4,90 | 5,10 | 5,30 | 5,50 | 5,65 | 5,75 | 5,80 | 5,85 | 5,90 | 6,01 | Rezultat | Punkty | Uwagi |
| ------- | --------------------- | ------------- | ---- | ---- | ---- | ---- | ---- | ---- | ---- | ---- | ---- | ---- | ---- | -------- | ------ | ----- |
| 1.      | Sam Kendricks         | Ameryka       | –    | –    | –    | –    | o    | o    | xo   | o    | o    | x–   | xx   | 5,85     | 8      |       |
| 2.      | Renaud Lavillenie     | Europa        | –    | –    | –    | –    | –    | o    | –    | o    | x–   | xx   |      | 5,80     | 7      |       |
| 3.      | Shawnacy Barber       | Ameryka       | –    | –    | –    | o    | xo   | o    | xx–  | x    |      |      |      | 5,65     | 6      |       |
| 4.      | Timur Morgunow        | Europa        | –    | –    | –    | –    | xo   | xo   | –    | xxx  |      |      |      | 5,65     | 5      |       |
| 5.      | Stephen Clough        | Azja i Ocenia | –    | xo   | xxo  | xxx  |      |      |      |      |      |      |      | 5,10     | 4      |       |
| 6.      | Valco van Wyk         | Afryka        | o    | xxo  | xxo  | xxx  |      |      |      |      |      |      |      | 5,10     | 3      |       |
| 7.      | Mohamed Amin Romdhana | Afryka        | o    | o    | xxx  |      |      |      |      |      |      |      |      | 4,90     | 2      |       |

## Klasyfikacja drużynowa
Źródło:
| Miejsce | Drużyna        | Punkty indywidualne | Punkty drużynowe |
| ------- | -------------- | ------------------- | ---------------- |
| 1.      | Ameryka        | 14                  | 8                |
| 2.      | Europa         | 12                  | 6                |
| 3.      | Afryka         | 5                   | 2                |
| 4.      | Azja i Oceania | 4                   | 2                |